# Brachionidium parvum
Brachionidium parvum är en orkidéart som beskrevs av Célestin Alfred Cogniaux. Brachionidium parvum ingår i släktet Brachionidium och familjen orkidéer. Inga underarter finns listade i Catalogue of Life.